# Regularisatie (natuurkunde)
Regularisatie is een begrip uit de theoretische natuurkunde. Het is een techniek om met oneindigheden en divergente uitdrukkingen om te gaan, vooral gebruikt voor problemen die opduiken in kwantumveldentheorieën. 

## Algemeen idee
Het idee is de divergente uitdrukkingen eindig te maken door bepaalde reeksen of integralen op een bepaalde manier 'af te kappen'. Uiteraard is dit enigszins willekeurig: de uitdrukkingen die men bekomt zijn uiteraard afhankelijk van de manier waarop de oneindigheden onderdrukt (geregulariseerd) werden. Echter, als men bepaalde resultaten kan krijgen die niet afhangen van de manier waarop de oneindigheden werden onderdrukt, kan men deze wel zien als fysisch betekenisvol.

## Voorbeeld
Een zeer eenvoudig voorbeeld illustreert dit. Stel dat men de volgende twee integralen wil vergelijken:
{\displaystyle I_{a}=\int _{0}^{x_{a}}{\frac {1}{x}}\mathrm {d} x}
en 
{\displaystyle I_{b}=\int _{0}^{x_{b}}{\frac {1}{x}}\mathrm {d} x}.
Uiteraard zit men met een probleem: beide integralen zijn divergent rond {\displaystyle x=0}, dus in principe zijn zowel {\displaystyle I_{a}} als {\displaystyle I_{b}} oneindig. Men kan echter beide integralen regulariseren (eindig maken) door de onderste integratiegrens te verschuiven naar een klein positief getal {\displaystyle \varepsilon }:
{\displaystyle I_{a}(\varepsilon )=\int _{\varepsilon }^{x_{a}}{\frac {1}{x}}\mathrm {d} x}
en 
{\displaystyle I_{b}(\varepsilon )=\int _{\varepsilon }^{x_{b}}{\frac {1}{x}}\mathrm {d} x}.
Beide geregulariseerde integralen zijn afhankelijk van de ingevoerde integratiegrens {\displaystyle \varepsilon }. Deze grens wordt ook wel cutoff ('afkapping') genoemd. Het bijzondere is nu dat het verschil tussen beide niet afhankelijk is van de ingevoerde cutoff. Inderdaad is,
{\displaystyle I_{b}(\varepsilon )-I_{a}(\varepsilon )=\int _{x_{a}}^{x_{b}}{\frac {1}{x}}\mathrm {d} x=\log x_{b}-\log x_{a}.}
Dit illustreert dus dat men dankzij het regulariseren de oorspronkelijke (divergente) integralen met elkaar kan vergelijken. De bovenstaande uitdrukking geeft inderdaad zoiets als het verschil tussen beide oneindige grootheden, op een vrij natuurlijke manier. (Omdat dat verschil niet afhangt van de cutoff.)

## In de kwantumveldentheorie
In de meest fundamentele theorie van deeltjes waarover men momenteel beschikt in de natuurkunde, kwantumveldentheorie, komt men vaak divergente integralen tegen. Feynmandiagrammen met lussen (loops) van virtuele deeltjes zijn typisch divergent. Eerst werd dit gezien als een pathologisch aspect van de theorie, en dacht men dat dit op een wiskundige inconsistentie wees. Echter, dankzij de theorie van renormalisatie, weet men dat er geen fysisch probleem is. Het idee is als volgt: men regulariseert de divergente integralen, die zelf geen fysische betekenis hebben, en dient op het einde slechts te controleren dat de fysische grootheden (werkzame doorsnedes, vervalsconstanten, ... ) niet afhangen van de gebruikte cutoff. Het blijkt dat dit voor sommige theorieën, de zogeheten renormaliseerbare theorieën, inderdaad kan. In dat geval kan men het probleem van oneindigheden dus op een wiskundig consistente manier overwinnen.
Er zijn verschillende types van regularisatie die men in de context van kwantumveldentheorie gebruikt. Enkele veelvoorkomende zijn:
- Dimensionele regularisatie (veel gebruikt voor praktische berekeningen in de deeltjesfysica)
- Pauli-Villars regularisatie (voegt fictieve massieve deeltjes aan de theorie toe)
- Zèta-functie regularisatie
- Causale regularisatie (wiskundig meest precieze manier)
- Roosterregularisatie (voornamelijk gebruikt in numerieke toepassingen)